# Кудрявцев-Ильин, Михаил Ильич
Михаил Ильич Кудрявцев-Ильин (псевд. Ктра Мишши, чув. Кӑтра Мишши; 6 (19) ноября 1911, Верхние Панклеи, Ядринский уезд, Казанская губерния, Российская империя — 6 марта 1944, недалеко от с. Шумбар, УССР, СССР) — чувашский советский писатель. Член Союза писателей СССР (1962, посмертно).

## Биография
Родился 6 (19) ноября 1911 года в д. Верхние Панклеи (чув. Тури Панкли) Казанской губернии Российской империи (ныне в Юськасинском сельском поселении, Моргаушский район, Чувашия, Россия). В 10-летнем возрасте пережил смерть отца, и взял на себя управление хозяйством.
В 1929 году окончил Тиушскую восьмилетнюю школу и поступил в Чувашский центральный педагогический техникум, окончив его в 1932 году. После выпуска он 2 года (до 1934 г.) работал учителем языка и литературы Хыркасинской неполной средней школы Чебоксарского района. Решил продолжить образование и поступил в Чувашский государственный педагогический институт, окончив его в 1938 году, после чего был направлен на работу в Алатырское педагогическое училище. Проработав там некоторое время, был призван в Советскую армию; отслужив, в 1940 году устроился на должность редактора книжного издательства.
С началом Великой Отечественной войны ушёл добровольцем на фронт. 6 марта 1944 года во время освобождения западных областей Украины был смертельно ранен. Похоронен на воинском кладбище д. Шумбар Тернопольской области СССР.

## Творчество
Первые публикации относится к 1932 году — в журнале «Сунтал» были опубликованы рассказы «Уйӑх ансан» («После захода солнца»), «Виҫӗ алӑ» («Три руки»), после — «Урӑх чӗре» («Другое сердце»), «Парне» («Подарок»), «Ҫтаппан бригадир» («Бригадир Степан»), «Татӑлнӑ ӗмӗт» («Прерванная мечта»), «Кӑмӑл аван» («Приятное настроение»). Самые значительные произведения — новелла «Сисӗм» («Чуткость») и рассказ «Туслӑх» («Дружба») были опубликованы в газете «Канаш» (1937) и журнале «Сунтал» («Наковальня») (1941).
Член Союза писателей СССР (1962, посмертно).